# Bogotà Challenger 1991
Il Bogotà Challenger 1991 è stato un torneo di tennis facente parte della categoria ATP Challenger Series nell'ambito dell'ATP Challenger Series 1991. Il torneo si è giocato a Bogotà in Colombia dal 16 al 22 settembre 1991 su campi in terra rossa.

## Vincitori

### Singolare
Roberto Saad ha battuto in finale  Xavier Daufresne con il punteggio di 6–3, 3–6, 6–4

### Doppio
Gustavo Guerrero /  Roberto Saad hanno battuto in finale  José Daher /  César Kist con il punteggio di 6–4, 6–4